# Northern Ireland Assembly

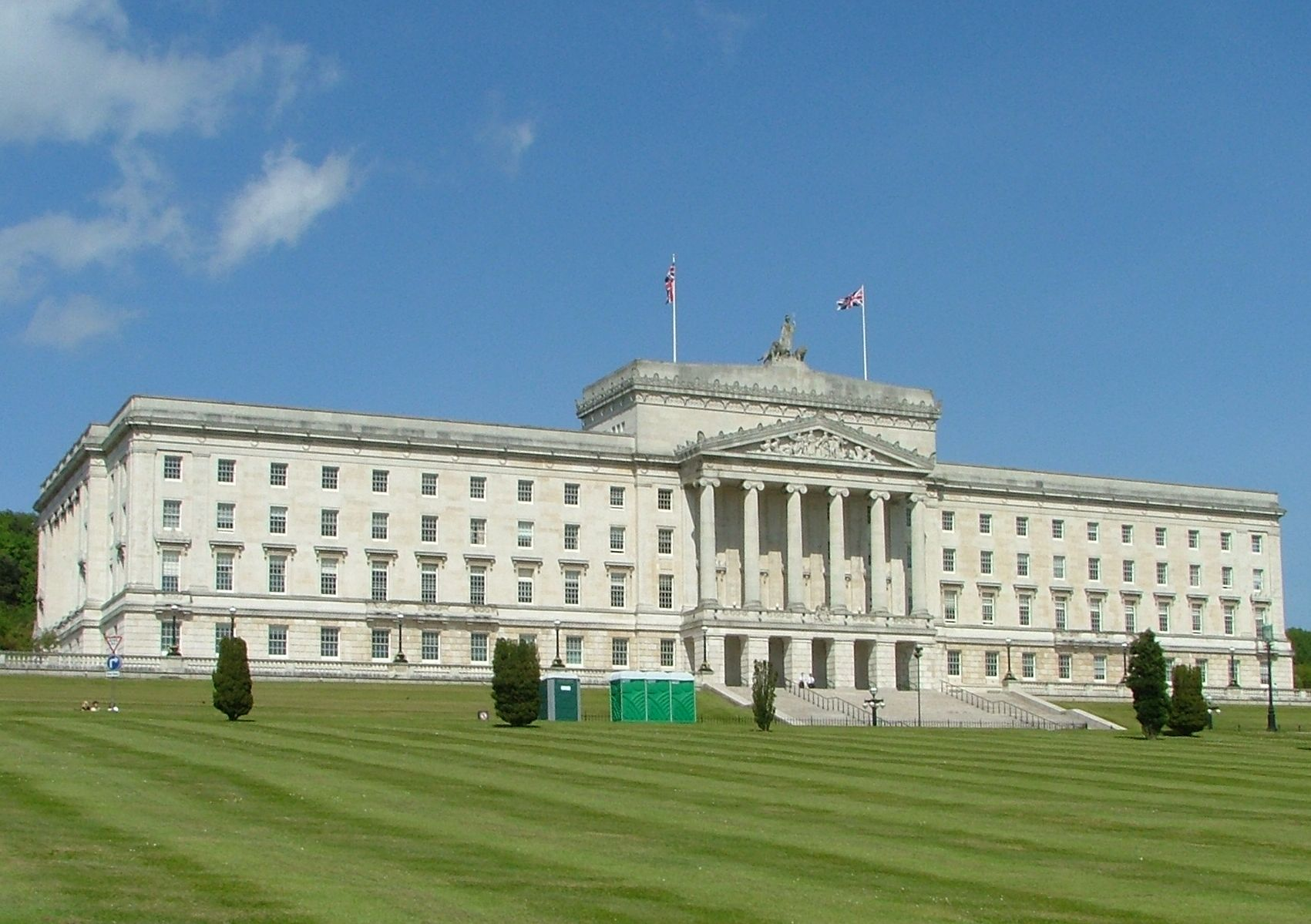
Parlamentsbyggnaden i Stormont.

Northern Ireland Assembly (engelska; på iriska: Tionól Thuaisceart Éireann; lågskotska: Norlin Airlann Semmlie) är Nordirlands decentraliserade lagstiftande församling. Den har rätt att lagstifta på flera områden som inte är särskilt förbehållna  Storbritanniens parlament, samt att utse ledamöter till Northern Ireland Executive. Den har sitt säte i parlamentsbyggnaderna i Stormont i Belfast.
Församlingens utformades senast genom villkoren i Långfredagsavtalet (1998), en överenskommelse som hade som mål att få slut på Irlands 30 års våldsamma oroligheter. Den grundar sig på principen om mandatfördelning enligt d’Hondts metod, för att försäkra att de största samhällsgrupperingarna i Nordirland, unionisterna och nationalisterna, hade del i regionens styrelse. Församlingen utgörs av en kammare med 108 demokratiskt valda ledamöter. Ledamöterna väljs genom proportionella val med enkel överförbar röst.
Församlingen har stängts av vid ett flertal tillfällen under dess historia, som längst från 14 oktober 2002 till 7 maj 2007, en period om mer än fyra och ett halvt år; under avstängningarna återbördades dess befogenheter till Northern Ireland Office (brittiskt regeringsämbetsverk). Som en följd av de samtal som resulterade i att St Andrews Agreement antogs i november 2006, kunde val hållas till den lagstiftande församlingen 7 mars 2007 och de decentraliserade institutionerna återfick sina fulla befogenheter 8 maj 2007. Mellan 3 februari 2022 och 3 februari 2024 hölls förslamligen stängt efter att Paul Givan (DUP) avgick som försteminister i protest mot brexitavtalet. När församlingen öppnande igen var det för första gången med Sinn Féin försteminister Michelle O'Neill.

## Partier
Partisystemet i Nordirland är uppdelat i två block, ett unionistiskt och ett nationalistiskt, efter inställningen i frågan om Nordirlands konstitutionella ställning. Sedan 1980-talet har de största partierna på den unionistiska sidan varit Ulster Unionist Party (UUP) och Democratic Unionist Party (DUP) och på den nationalistiska sidan Social Democratic and Labour Party (SDLP) och Sinn Féin.

## Val
Onsdagen den 7 mars 2007 hölls allmänna val i Nordirland. De två största partierna blev de båda ärkefienderna och ytterlighetspartierna på respektive sida, Sinn Féin på den katolska och DUP på den protestantiska. Väljarna övergav de mer mittsökande partierna SDLP och UUP, vars respektive partiledare John Hume och David Trimble fick Nobels fredspris för att de lyckades få slut på våldet och sy ihop fredsavtalet 1998. Vid midnatt 7 maj tog den nya regeringen över makten i Nordirland.
Val har senare hållits 2011,  2016 och 2017.
Partier utan plats i parlamentet saknas på nedanstående lista.
| Parti                              | Ledare         | 2007 Kandidat | 2003 Mandat | 2007 Mandat | +/- | 2003 % | 2007 % | +/-  | Förväntade regeringsplatser enligt St Andrews Agreement |
| ---------------------------------- | -------------- | ------------- | ----------- | ----------- | --- | ------ | ------ | ---- | ------------------------------------------------------- |
| Democratic Unionist Party          | Peter Robinson | 46            | 30          | 36          | +6  | 25.7   | 30.1   | +4.4 | 5                                                       |
| Sinn Féin                          | Gerry Adams    | 37            | 24          | 28          | +4  | 23.5   | 26.2   | +2.6 | 4                                                       |
| Ulster Unionist Party              | Reg Empey      | 38            | 27          | 18          | -9  | 22.7   | 14.9   | -7.7 | 2                                                       |
| Social Democratic and Labour Party | Mark Durkan    | 35            | 18          | 16          | -2  | 17.0   | 15.2   | -1.8 | 1                                                       |
| Alliance Party of Northern Ireland | David Ford     | 18            | 6           | 7           | +1  | 3.7    | 5.2    | +1.5 |                                                         |
| Green Party in Northern Ireland    | John Barry     | 13            | 0           | 1           | +1  | 0.4    | 1.7    | +1.3 |                                                         |
| Progressive Unionist Party         | Dawn Purvis    | 3             | 1           | 1           | =   | 1.2    | 0.6    | -0.6 |                                                         |

### Regeringen (Northern Ireland Executive)
Tabellen är uppdaterad senas 6 mars 2011.
| Ministerpost                 | Namn               | Parti                              | Tillsatt        |
| ---------------------------- | ------------------ | ---------------------------------- | --------------- |
| Försteminister               | Peter Robinson     | Democratic Unionist Party          | 31 maj 2008     |
| Vice försteminister          | Martin McGuinness  | Sinn Féin                          | 8 maj 2007      |
| Handelsminister              | Arlene Foster      | Democratic Unionist Party          | 9 juni 2008     |
| Finansminister               | Sammy Wilson       | Democratic Unionist party          | 1 juli 2009     |
| Regionalutvecklingsminister  | Conor Murphy       | Sinn Féin                          | 8 maj 2007      |
| Utbildningsminister          | Caitríona Ruane    | Sinn Féin                          | 8 maj 2007      |
| Arbetsmarknadsminister       | Danny Kennedy      | Ulster Unionist Party              | 27 oktober 2010 |
| Miljöminister                | Edwin Poots        | Democratic Unionist Party          | 1 juli 2009     |
| Kultur- och fritidsminister  | Nelson McCausland  | Democratic Unionist Party          | 1 juli 2009     |
| Sjukvårds- och hälsominister | Michael McGimpsey  | Ulster Unionist Party              | 8 maj 2007      |
| Jordbruksminister            | Michelle Gildernew | Sinn Féin                          | 8 maj 2007      |
| Socialminister               | Alex Attwood       | Social Democratic and Labour Party | 24 maj 2010     |
| Justitieminister             | David Ford         | Alliance Party of Northern Ireland | 12 april 2010   |

Observera att regeringen inte har försvarsminister, detta beror på att självstyret inte gäller över försvarsväsende. I april 2010 godkändes att Nordirland får en egen justitieminister.